# Ephedra americana
Ephedra americana es una especie de la familia Ephedraceae. En la medicina tradicional peruana se utiliza para tratar resfríos y gripes y consolidar huesos luego de traumas y roturas.

## Taxonomía
Ephedra americana fue descrita por el naturalista alemán Alexander von Humboldt y el explorador francés Aimé Bonpland y la descripción publicada en Species Plantarum. Editio quarta 4(2): 860 en 1806.